# (8775) Cristata
(8775) Cristata ist ein Asteroid des inneren Hauptgürtels, der am 30. September 1973 von dem niederländischen Astronomenehepaar Cornelis Johannes van Houten und Ingrid van Houten-Groeneveld entdeckt wurde. Die Entdeckung geschah im Rahmen der 2. Trojaner-Durchmusterung, bei der von Tom Gehrels mit dem 120-cm-Oschin-Schmidt-Teleskop des Palomar-Observatoriums aufgenommene Feldplatten an der Universität Leiden durchmustert wurden, 13 Jahre nach Beginn des Palomar-Leiden-Surveys.
Der mittlere Durchmesser des Asteroiden wurde mithilfe des Wide-Field Infrared Survey Explorers (WISE) grob mit 2,256 (±0,304) km km berechnet, die Albedo ebenfalls grob mit 0,380 (±0,135).
Mittlere Sonnenentfernung (große Halbachse), Exzentrizität und Neigung der Bahnebene des Asteroiden entsprechen der Vesta-Familie, einer großen Gruppe von Asteroiden, benannt nach (4) Vesta, dem zweitgrößten Asteroiden und drittgrößten Himmelskörper des Hauptgürtels.
(8775) Cristata ist nach der Haubenlerche benannt, deren wissenschaftlicher Name Galerida cristata lautet. Zum Zeitpunkt der Benennung des Asteroiden am 2. Februar 1999 befand sich die Haubenlerche auf der niederländischen Roten Liste gefährdeter Arten.